# Remuage

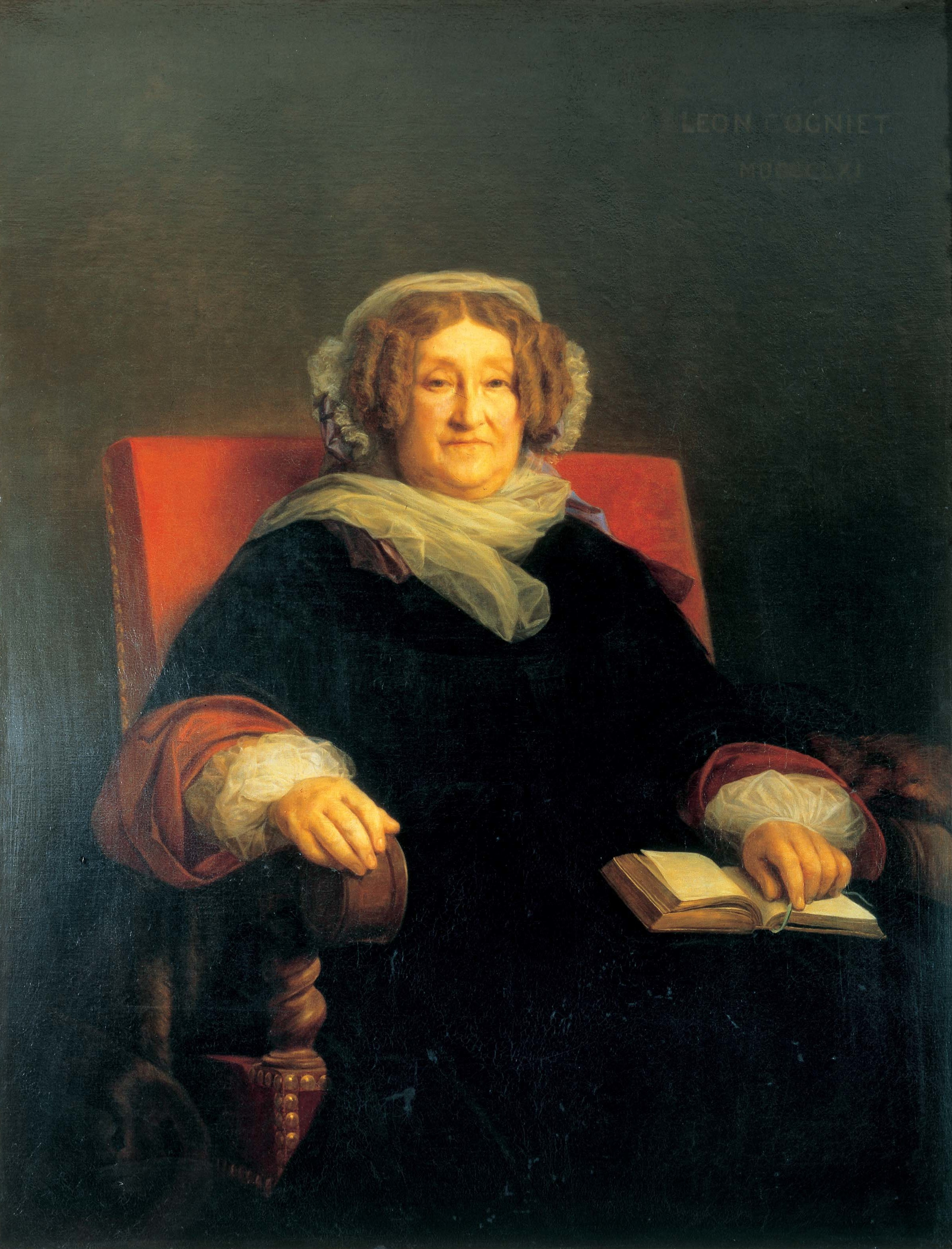
Führte das Rüttelverfahren ein: Barbe-Nicole Clicquot-Ponsardin

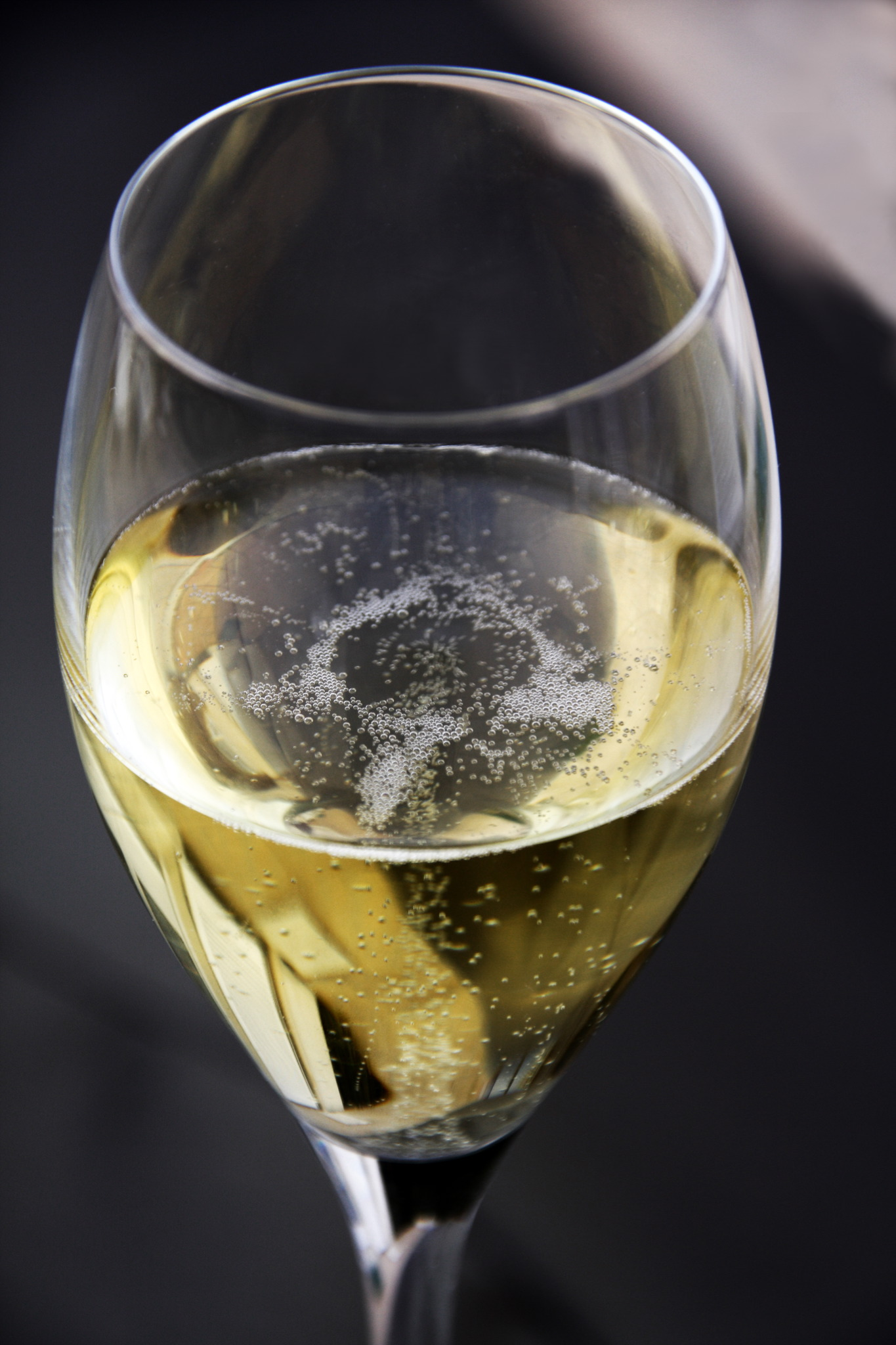
Durch den Rüttelvorgang kann ein Schaumwein seine Klarheit erlangen.

Remuage ist der aus der Champagne stammende französische Begriff für den Arbeitsvorgang des Rüttelns von Schaumweinflaschen bei der Schaumweinherstellung. Das Rütteln dient dem mechanischen Klären des Schaumweins bei der Flaschengärung. Durch leichtes Rütteln und Schwenken der Flasche sinkt abgestorbene Hefe als Bodensatz in den Flaschenhals, wo sie anschließend in einem weiteren Arbeitsschritt, dem Degorgieren (abschlämmen, französisch dégorgement), als Depot entfernt werden kann. Je nach Verfahrensart kann sich der Rüttelvorgang auf eine Zeitdauer von einem Tag bis hin zu sechs Wochen und länger erstrecken. Das Prozedere hat vor allem optische bzw. ästhetische Gründe, die geschmackliche Qualität des Schaumweins wird davon nicht beeinflusst.

## Historische Entwicklung
Das Rütteln und die damit verbundene Erfindung des Rüttelgestells waren wesentliche Innovationen und Schritte bei der Entwicklung des Champagners zu einem marktfähigen Schaumweinprodukt. Dadurch konnten erstmals optisch klare, von trüben Hefeteilchen befreite Champagner in größeren Mengen hergestellt werden, die sich besser vermarkten ließen als hefetrübe Champagner. Das Verfahren wurde 1813 vom Kellermeister Anton von Müller in der Champagnerfirma von Barbe-Nicole Clicquot-Ponsardin in Reims eingeführt. Bis zum Ende des 20. Jahrhunderts wurde bei der Methode der klassischen Flaschengärung das Rütteln von Hand in Rüttelgestellen bzw. Rüttelpulten (franz. pupitres) vorgenommen. Es war ein kosten- und zeitintensives Verfahren. Ein Arbeiter, der auf das Rütteln spezialisiert war, wurde Rüttler (franz. remueur) genannt. In den 1970er Jahren wurde in Spanien für die industrielle Cava-Produktion eine programmgesteuerte, automatisch rüttelnde Anlage entwickelt, die als Gyropalette oder Girasol bezeichnet wird. Das Verfahren wird seit den 1980er Jahren in der Schaumweinindustrie weltweit eingesetzt.

## Manuelles Rütteln

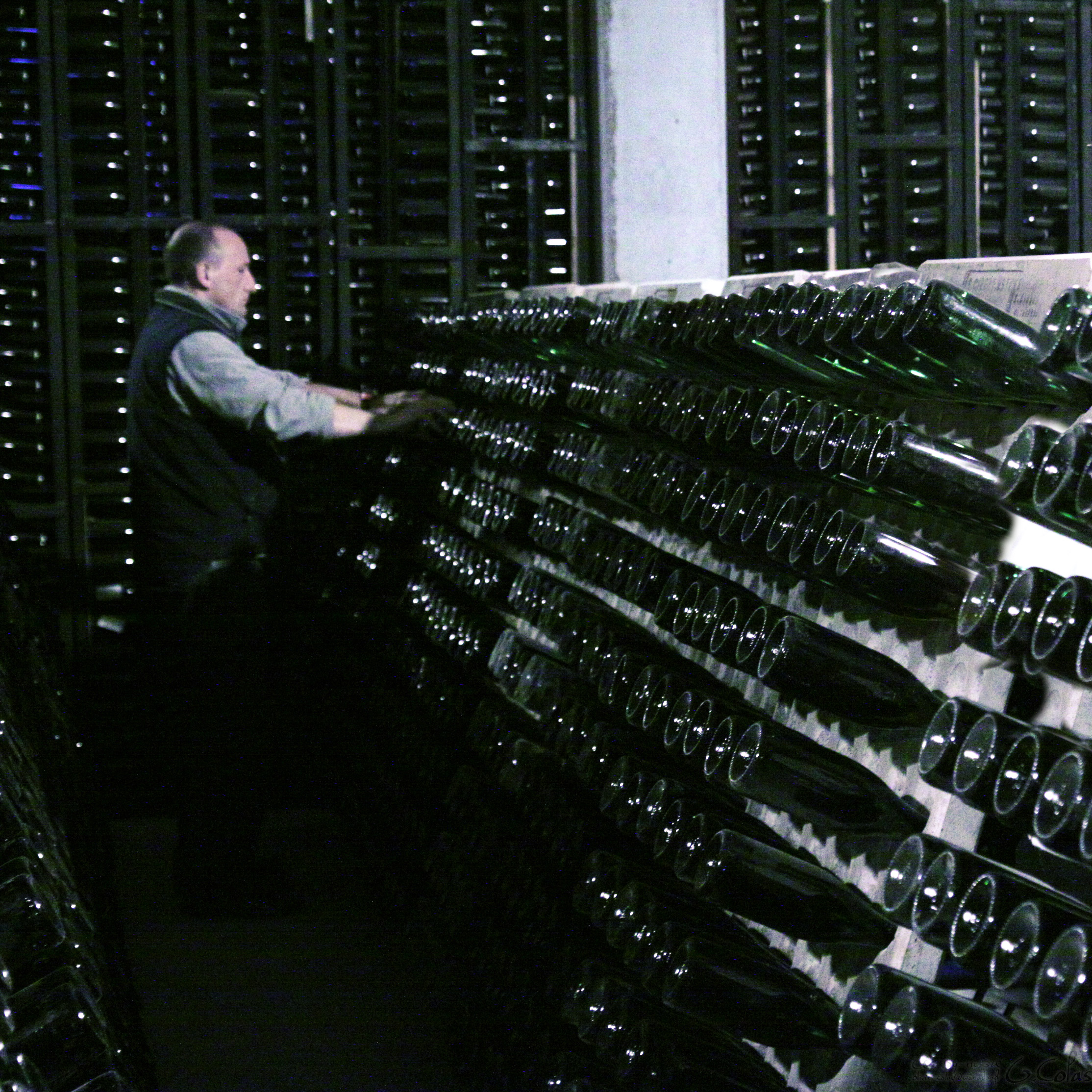
Remueur bei der manuellen Arbeit am Rüttelpult

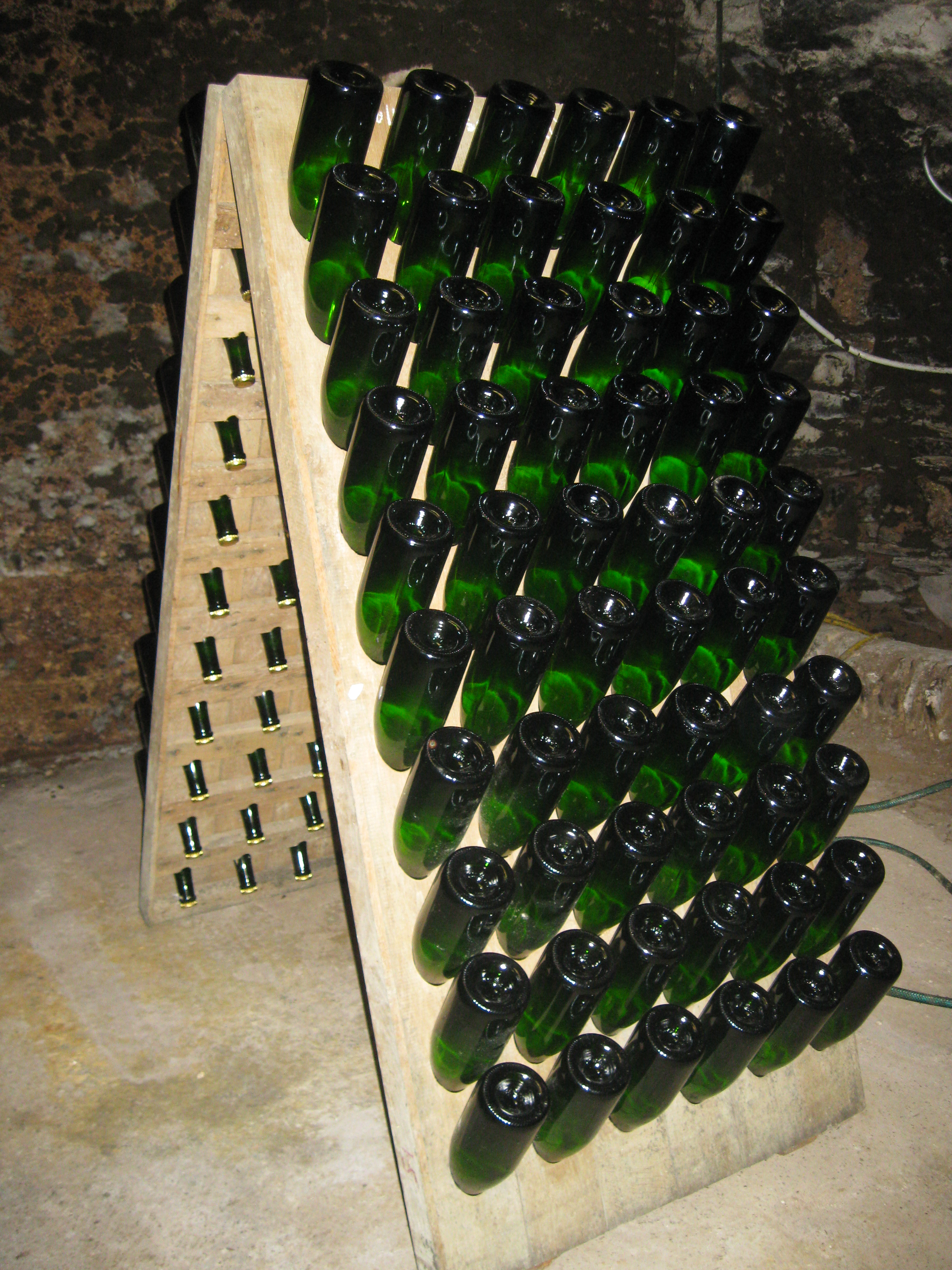
Rüttelpult klassische Form für 60 Flaschen pro Seite

Am ersten Tag liegen die mit einem Kronkorken verschlossenen Flaschen fast waagerecht, leicht zum Kronkorken hin geneigt. Nach dem Laden der Rüttelgestelle ruhen die Flaschen meist 8 bis 10 Tage, damit sich die Trubstoffe des Weins absetzen können. Vor dem eigentlichen Rütteln wird überprüft, ob sich der Trub gut abgesetzt hat. Dabei bedient man sich einer schwachen Lichtquelle. Durch den Tyndall-Effekt kann man feinste Trübteilchen, die sich noch in Schwebe befinden, ausmachen. In den folgenden ersten zwei Wochen des Rüttelns werden die Flaschen im gleichen Winkel belassen und täglich um eine zehntel Umdrehung gedreht. Nach zehnmaligem Drehen ist der Trub von der Flaschenwand gelöst. Das weitere Rütteln erfolgt dann alle 2–3 Tage je nach Hersteller mit einer 1/8-, 1/6- oder 1/4-Drehung. Sobald die Flasche eine volle Runde erreicht hat, wird diese im Rüttelgestell eine Etage höher gesetzt, Stufe um Stufe, bis sie sich schließlich in der obersten, steilsten Gestelletage befindet und somit auf dem Kopf steht. Dabei senkt sich die Hefe, die zur Flaschengärung durch die Fülldosage hinzugegeben wurde, nach und nach in den Flaschenhals und bildet einen Hefepfropfen. Dieser wird im nächsten Arbeitsschritt beim Degorgieren zunächst mittels eines Kältebades vereist. Anschließend wird die auf dem Kopf stehende Flasche geöffnet, indem der Kronkorken entfernt wird. Dabei entweicht der kleine Hefepfropfen vollständig und nimmt die gesamte Hefe aus der Flasche mit. Der in der Flasche zurückbleibende Schaumwein ist optisch klar.
Ein erfahrener Rüttler schafft täglich etwa 40.000 bis 50.000 Flaschen. Doch das manuelle Rütteln ist zeit- und kostenintensiv. Der Vorgang kann pro Flasche über sechs Wochen dauern.
Die in diesem Artikel genannten Rüttelzeiten beziehen sich auf die in der Vergangenheit üblichen Hefen. Moderne Sekthefen sind sogenannte agglutinierende (zusammenklumpende) Hefen, die eine eher körnige Ablagerung (im Gegensatz zu anderen eher schleimigen Hefen) bilden, nicht so stark an der  Innenwand der Glasflasche haften und somit schneller abgerüttelt werden können. Bei mehrmaligem Rütteln pro Tag kann die Rüttelzeit so auf eine Woche bis 10 Tage verkürzt werden.

## Rüttelzusätze
Durch Zugabe von Spezialhefen und Rüttelzusätzen kann das Rütteln zeitlich verkürzt werden. Es werden zwei alternative Methoden angewandt:
- Hefekapseln: Die Hefe wird von kleinen Kalziumalginat-Kapseln umschlossen, die dem Grundwein in der Flasche zugegeben werden. Aus der Kapsel kann die Hefe nicht entweichen, zugleich gelangen Zucker und Nährstoffe nach innen, Kohlenstoffdioxid (Kohlensäure), Alkohol und andere Stoffwechselprodukte der Hefe nach außen. Dabei findet eine Zweitgärung statt. Das Rütteln kann so auf wenige Sekunden verkürzt werden, da die kleinen Kapseln unmittelbar in den Hals der kopfstehenden Flasche absinken. Sie können beim Degorgieren leicht entfernt werden.[2]
- Hefepatrone: In der Flasche befindet sich im Grundwein eine kleine Patrone, die mit Hefe gefüllt und einer Membran verschlossen ist. Zucker und Nährstoffe des Grundweins gelangen durch die Membran in die Patrone zur Hefe. Es findet eine Zweitgärung statt. Die Kohlensäure entweicht aus der Patrone, die Hefe bleibt jedoch darin. Beim Degorgieren wird lediglich der Kronkorken entfernt, dabei schießt die Patrone durch den Überdruck aus der Flasche.[2]

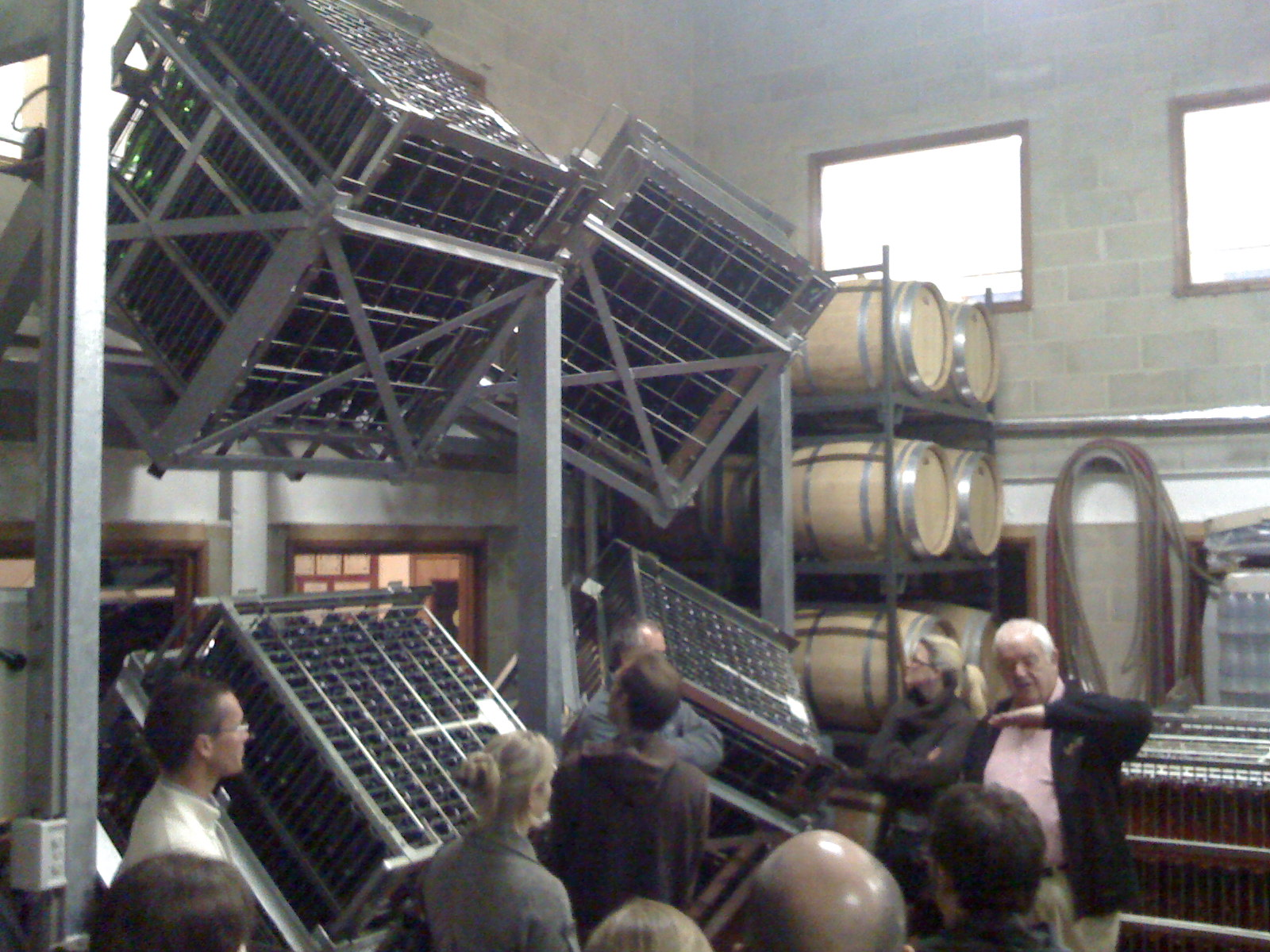
Automatisiertes Rütteln mittels Gyropalette.

## Automatisiertes Rütteln
Der Rüttelvorgang erfolgt mit einer computergesteuerten Gyropalette: 504 Flaschen werden in Metallkästen gestellt. Anschließend rüttelt die Maschine die Flaschen in regelmäßigen Abständen, wobei das Rütteln auch in der Nacht erfolgen kann. Dabei werden die Flaschen zugleich aus der Horizontalen in die Vertikale geschwenkt, bis sie auf dem Kopf stehen und anschließend degorgiert werden können. Der Rüttelvorgang kann so auf drei Tage verkürzt werden, mit Rüttelzusätzen geht es noch schneller.